# Anna Morris
Anna Morris née le 13 juin 1995 à Cardiff, est une coureuse cycliste britannique, originaire du Pays de Galles. Elle est spécialiste des épreuves d'endurance sur piste et est notamment championne du monde de poursuite par équipes en 2023 et 2024 et individuelle en 2024.

## Biographie
Elle pratique de nombreux sports dans sa jeunesse, notamment le netball, la gymnastique et le tennis,. Ce n'est que lorsqu'elle entre en deuxième année à l'université de Southampton qu'elle se met au triathlon et rejoint le club cycliste de l'université pour s'entraîner. En raison de contraintes de temps et de blessures, elle décide finalement de se concentrer sur les compétitions cyclistes en 2015.
Elle remporte ses premières victoires aux championnats universitaires britanniques en 2016. En 2018, elle devient championne du pays de Galles pour la première fois. En 2018, elle participe pour la première fois aux championnats britanniques. Après avoir terminé ses études en médecine, elle travaille comme jeune médecin pendant la pandémie de Covid-19, avant de prendre une année sabbatique pour se concentrer sur le cyclisme sur piste en 2022 après avoir regardé les Jeux olympiques de Tokyo à la télévision.
Elle décroche trois médailles aux championnats de Grande-Bretagne sur piste de 2022 et participe la même année aux Jeux du Commonwealth de Birmingham sous les couleurs du pays de Galles. Elle termine quatrième de la poursuite par équipes et prend part également aux deux épreuves sur route. En octobre de la même année, elle devient vice-championne du monde de poursuite par équipes (avec Neah Evans, Katie Archibald, Josie Knight et Megan Barker) lors des mondiaux sur piste. En 2023, elle devient à la fois championne du monde et championne d'Europe de poursuite par équipes. Elle est également championne de Grande-Bretagne de course derrière derny. 
Aux championnats d'Europe de 2024, elle obtient l'argent en poursuite par équipes et le bronze en poursuite individuelle. En août, elle est médaillée de bronze de la poursuite par équipes aux Jeux olympiques de Paris. Deux mois plus tard, aux mondiaux de Ballerup, elle devient pour la deuxième fois championne du monde de poursuite par équipes. Elle participe également au tournoi de poursuite individuelle, où elle réalise le deuxième temps des qualifications, deux secondes derrière Chloé Dygert qui bat dans le même temps le record du monde en 3 minutes et 15,663 secondes. En finale, Dygert domine la finale jusque dans le dernier kilomètre, où Morris passe devant et décroche son premier titre mondial sur la discipline.
Le 15 février 2025, elle établit un nouveau record du monde de la poursuite individuelle sur 4 000 mètres lors des Championnats d'Europe de cyclisme sur piste en 4 min 25 s 874.

## Palmarès sur piste

### Jeux olympiques
- Paris 2024
  -  Médaillée de bronze de la poursuite par équipes

### Championnats du monde
| Édition / Épreuve              | Poursuite individuelle | Poursuite par équipes                              |
| Saint-Quentin-en-Yvelines 2022 | 5e                     | Argent                                             |
| Glasgow 2023                   |                        | Or (avec Archibald, E. Barker, M. Barker et Knight |
| Ballerup 2024                  | Or                     | Or (avec Archibald, Roberts, Barker et Knight      |

### Coupe des nations
- 2023
  - 3e de la poursuite par équipes à Jakarta
- 2024
  - 1re de la poursuite par équipes à Milton
  - 2e de la poursuite par équipes à Adélaïde

### Championnats d'Europe
| Édition / Épreuve   | Poursuite individuelle | Poursuite par équipes                        |
| Munich 2022         | 5e                     | 4e                                           |
| Granges 2023        | 4e                     | Or (avec Barker, Archibald, Evans et Knight) |
| Apeldoorn 2024      | Bronze                 | Argent                                       |
| Heusden-Zolder 2025 | Or                     | Bronze                                       |

### Championnats de Grande-Bretagne
- 2019
  - 3e de l'omnium
- 2020
  - 2e de la poursuite
- 2022
  - 2e de la poursuite
  - 2e du scratch
  - 3e de la course aux points
- 2023
  -  Championne de Grande-Bretagne de course derrière derny
- 2025
  -  Championne de Grande-Bretagne de poursuite
  -  Championne de Grande-Bretagne du scratch

## Palmarès sur route
- 2024
  - 2e du championnat de Grande-Bretagne du contre-la-montre
  - 2e du Lincoln Grand Prix
- 2025
  - Sheffield Grand Prix
  - Colne Grand Prix